# Allsta (noordelijk deel)
Allsta (noordelijk deel) (Zweeds: Allsta (norra delen)) is een småort in de gemeente Sundsvall in het landschap Medelpad en de provincie Västernorrlands län in Zweden. Het småort heeft 98 inwoners (2005) en een oppervlakte van 25 hectare. Het småort bestaat uit het noordelijke deel van de plaats Allsta.